# Anselm Strauss
Anselm Leonard Strauss (Nueva York, 18 de diciembre de 1916 – 5 de septiembre de 1996) fue un sociólogo estadounidense, que trabajó principalmente en el campo de la sociología médica, siendo pionero en el estudio de las enfermedades crónicas. Es conocido por ser el cofundador, junto con Barney Glaser, de la Teoría Fundamentada (Grounded Theory), corriente metodológica que desarrolló originalmente el concepto de muestreo teórico.

## Biografía
De abuelos inmigrantes de origen alemán, nació en Nueva York y se crio en Mount Vernon. Después de sus estudios secundarios, su médico le recomendó trasladarse a Arizona ya que sufría de problemas respiratorios. Sin embargo, Strauss se trasladó a la Universidad de Virginia en 1935, donde estudió Biología hasta 1939. De allí se trasladó a la Universidad de Chicago, donde estudió Sociología y se doctoró en 1945. Allí entra en contacto con el interaccionismo simbólico de la mano de Herbert Blumer.
Entre 1944 y 1947, Strauss trabajó como profesor en el Lawrence College de Wisconsin. Después se trasladó a la Universidad de Indiana, donde conoció a Alfred Lindesmith, con quien publicaría en 1949 Social Psychology, que conoció gran éxito.
En 1952, Strauss volvió a la Universidad de Chicago como profesor asistente. En esa época trabajó con Everett Hughes y entró en contacto con una serie de colegas (entre ellos, Howard Becker y Erving Goffman) que llegaría a concoerse como la "Segunda Escuela de Chicago". Fruto de esta época es la investigación Boys in white (1961), realizada con Hughes, Becker y Blanche Geer.
En 1960, se trasladó a la Escuela de Enfermería de la Universidad de California donde fundó el Departamento de Ciencias Sociales y del Comportamiento. Encabezó el departamento hasta 1987, aunque continuó sus investigaciones y actividades de enseñanza como profesor emérito. Fue también asesor de la Organización Mundial de la Salud(OMS) en 1962 y 1970.
Fue ya estando en la Universidad de California, San Francisco cuando colaboró con Barney Glaser y juntos originaron la "teoría fundamentada" (Grounded Theory), un innovador método de análisis cualitativo basado en la generación teórica a partir de la observación de los datos mediante el "Método de comparación constante", que conoció bastante éxito.
Strauss fue elegido miembro de la American Association for the Advancement of Science en 1980, año en el que recibió así mismo el Premio Charles H. Cooley de la Sociedad para el Estudio del Interaccionismo Simbólico. Entre 1955 y 1980, fue invitado como visiting professor en las universidades de Frankfurt y Konstanz en Alemania, Cambridge y Mánchester en Inglaterra, París en Francia, y Adelaida en Australia. 
Strauss murió el 5 de septiembre de 1996 de una enfermedad del corazón con la cual había aprendido a vivir varias décadas.

## Obras principales
- Mirrors and Masks: The Search for Identity, Glencoe, Free Press, 1959.
- (con Blanche Geer, Everett Hughes y Howard Becker) Boys in White: Student Culture in Medical School, University of Chicago Press, 1961.
- The Social Psychology of G.H. Mead, University of Chicago Press, 1964 (2º edición).
- (con Barney Glaser) Awareness of Dying, Chicago, Adline, 1965.
- (con Barney Glaser) The Discovery of Grounded Theory, 1967.
- (con Leonard Schatzman) Field Research: Strategies for a Natural Sociology, Prentice-Hall, 1973.
- Qualitative Analysis for Social Scientists, Cambridge University Press, 1987.
- (con Juliet Corbin) Unending Work and Care: Managing Chronic Illness at Home, San Francisco, Jossey-Bass, 1988.
- (con Juliet Corbin) Basics of Qualitative Research: Grounded Theory Procedures and Techniques, Newbury Park, Sage, 1990.
- (con Juliet Corbin, eds.) Grounded Theory in Practice, 1997.

Traducidas al castellano:
- Espejos y Máscaras: La búsqueda de la identidad, Buenos Aires, Marymar, 1977 (v.o. 1959).
- (con Alfred R. Lindesmith y Norman K. Denzin) Psicología social, Madrid, CIS, 2006 (v.o. 1949).
- (con Juliet Corbin) Bases de la investigación cualitativa: técnicas y procedimientos para desarrollar la teoría fundamentada, Medellín (Colombia), Universidad de Antioquía, 2002 (v.o. 1998).